# William McIntosh

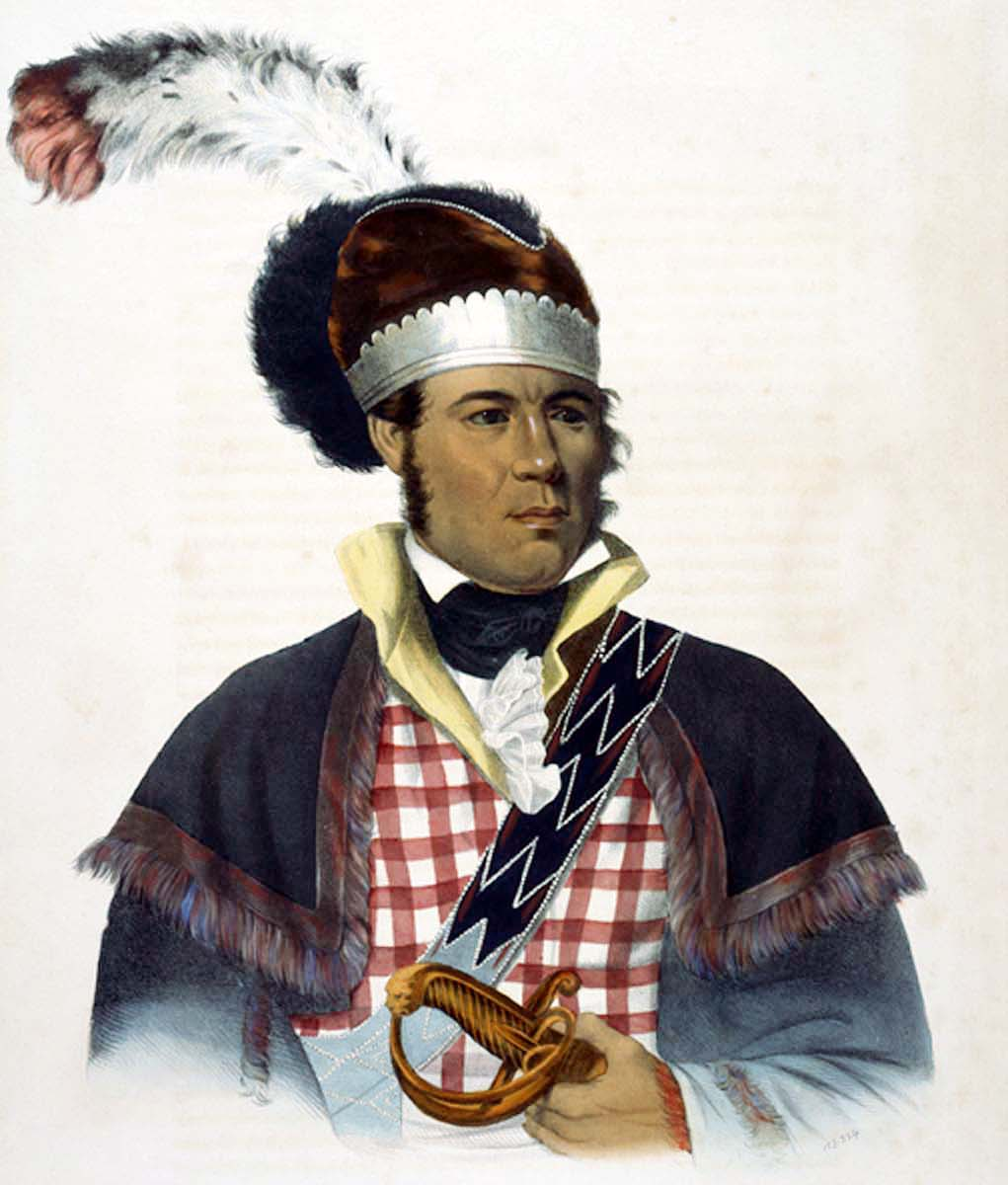
Porträt William McIntoshs von Charles Bird King, (1838)

William McIntosh (* 1775; † 30. April 1825 in Carroll County, Georgia), auch bekannt unter dem Namen White Warrior (engl. für Weißer Krieger) war ein bedeutender Häuptling des indianischen Volkes der Muskogee und einer der Unterzeichner des Vertrags von Indian Springs.

## Abstammung
William McIntosh war der Sohn William McIntoshs, der aus einer prominenten Familie aus Savannah, Georgia stammte. Er wurde als Offizier zu den Muskogee geschickt, um dort Krieger für die Briten während des Britisch-Amerikanischen Krieges zu rekrutieren. William McIntoshs Mutter war eine Muskogee aus dem Wind Clan namens Senoya (andere Schreibweise Senoia). Er wuchs bei den Muskogee auf und lernte seinen Vater nie kennen. Unter den Muskogee wurde die Herkunft über die Linie der Mutter definiert, die Tatsache, dass sein Vater ein Weißer war, hatte deswegen wenig Bedeutung für seine Stammesmitglieder. McIntosh war ein Cousin von William Weatherford und dem Governor Georgias George M. Troup.

## Britisch-Amerikanischer Krieg und Creek-Krieg
Während des Britisch-Amerikanischen Krieges brach der als Creek-Krieg bezeichnete Bürgerkrieg zwischen den Upper und Lower Creek aus. McIntosh wurde als Anführer eines Teils der von Benjamin Hawkins, einem Indianeragent, aufgestellten Truppen ausgewählt. Diese sollte er gegen die als „Red Sticks“ (engl. für „Rotstöcke“) bezeichneten antiamerikanischen Upper Creek führen. Die Feindschaft der Upper Creek zog er sich zu, als er die Freiwilligen Muskogeetruppen unter Andrew Jackson während des Bürgerkrieges von 1813 bis 1814 gegen die Upper Creek führte. Als Belohnung für seine Dienste in der Schlacht am Horseshoe Bend wurde er zum Brigadegeneral der U.S. Army ernannt.
Nach dem Creek-Krieg baute McIntosh eine Plantage am Chattahoochee River in Carroll County, Georgia auf. Er nannte sie „Lockchau Talofau“ und betrieb sie mit 72 Sklaven. Die ehemalige Plantage wird heute vom County als Park („McIntosh Reserve“) erhalten.

## Brief an Madison und Erster Seminolenkrieg
In einem Brief, der an den Präsidenten James Madison adressiert und von McIntosh unterzeichnet war, wurde dem Präsidenten mitgeteilt, dass die einflussreichen Mischlinge der Cherokee daran interessiert seien ihr Land einzutauschen. Die reinrassigen und nicht so zivilisierten Cherokee befürchteten, dass die Mischlinge genau dies tun würden und sie das Land ihrer Vorfahren verlieren würden. Die Creek befürchteten, dass die Cherokee in der Folge das Siedlungsgebiet der Muskogee übernehmen würden.
McIntosh kämpfte auch im Ersten Seminolenkrieg auf der Seite der Vereinigten Staaten. Er spielte dabei eine bedeutende Rolle bei der Eroberung von Fort Gadsden am Apalachicola River. Das Fort wurde von etwa 300 afroamerikanischen Männern, Frauen und Kindern, sowie etwa 20 aufständischen Choctaw und einigen Kriegern der Seminolen besetzt. Das Fort fiel, als eine rotglühende Kanonenkugel das Pulvermagazin des Forts traf.
Obwohl die Upper Creeks geschworen hatten, jeden zu töten, der weitere Stammesgebiete verkaufen oder tauschen sollte, unterzeichnete McIntosh, gemeinsam mit acht anderen Häuptlingen am 12. Februar 1825 den Vertrag von Indian Springs. Mit diesem Vertrag wurden alle Gebiete der Muskogee für 400.000 US-Dollar (entspricht heute ungefähr 13,1 Millionen US-Dollar) abgetreten. Nach dem fünften Artikel des Vertrages erhielt McIntosh nach Unterzeichnung der Vereinbarung 200.000 Dollar. Ob er dem Vertrag deswegen zustimmte, oder tatsächlich glaubte, dies sei die beste Lösung für sein Volk, ist unklar.

## Hinrichtung
Entgegen der Zusage seines Cousins George Troup ihn zu beschützen, setzte Menawa, einer der Anführer der Red Sticks, gemeinsam mit einer Gruppe von rund 200 Muskogee kurz vor Tagesanbruch die Plantage McIntoshs in Brand. McIntosh wurde durch Messerstiche ins Herz und mehrere Schüsse exekutiert. Er wurde skalpiert und seine Leiche in den Fluss geworfen.